# Quand la mafia s'énerve
Pour plus de détails, voir Fiche technique et Distribution.
Quand la mafia s'énerve (Tutti figli di Mammasantissima) est un film italien d'Alfio Caltabiano sorti en 1973.
Il s'agit d'une comédie parodique, érotique et satirique, qui se déroule parmi les mafieux siciliens dans le Chicago de 1929. 

## Synopsis
Assunta Morano est la fille de Bug Morano, un parrain de la mafia sicilienne transplanté dans le Chicago de 1929 où la prohibition de la vente d'alcool est en vigueur.
Son père est impliqué dans la lutte entre les gangs criminels pour le contrôle du marché de l'alcool et des casinos, mais ses hommes ne sont pas très compétents, à commencer par son frère Lupo Morano. L'objectif des Morano est d'éliminer le gang rival des « Irlandais », dirigé par le « Révérend ». Leur fille Santuzza, en revanche, est pacifique, bien que vive, et ne participe pas aux projets de la famille.
Les parrains de Marano attendent avec impatience l'arrivée de Sicile d'une « mammasantissima » chargée de renforcer l'équipe de tueurs contre les Irlandais. Celle-ci arrive, mais elle n'est ni féroce ni impitoyable ; il s'appelle Salvatore Mandolea et c'est un beau jeune homme instruit, il possède beaucoup d'ironie et d'habileté dans le maniement d'une mitraillette et d'un fusil à canon scié, mais c'est un homme bienveillant, et surtout un coureur de jupon. Frappé par la beauté de Santuzza, il a le coup de foudre pour elle.
La mission personnelle du jeune homme devient secrètement de conquérir Santuzza ; il y parvient et s'enfuit avec l'intention de lui faire un enfant ; elle l'aime aussi, alors ils font une « fuitina » classique et se marient. Pendant ce temps, les gangs s'efforcent de réconcilier et réunir les familles en conflit, ce qui donne lieu à une grande union de mafiosi siciliens ayant désormais à leur tête la mammasantissima de Santuzza.

## Fiche technique
- Titre français : Quand la mafia s'énerve[2]
- Titre original italien : Tutti figli di Mammasantissima ou Italian Graffiti[3]
- Réalisateur : Alfio Caltabiano
- Scénario : Alessandro Continenza, Alfio Caltabiano
- Photographie : Guglielmo Mancori
- Montage : Antonietta Zita (it)
- Musique : Guido et Maurizio De Angelis
- Décors : Franco Bottari (tournage en Irlande), Giacomo Calò Carducci (en studio)
- Costumes : Enrico Sabbatini
- Maquillage : Gianfranco Mecacci
- Production : Ennio Nobili, Lionetto Fabbri
- Sociétés de production : Oceania Produzioni Internazionali Cinematografiche
- Pays de production :  Italie
- Langue originale : italien
- Format : Couleur par Eastmancolor - Son mono - 35 mm
- Durée : 102 minutes
- Genre : Comédie et film de gangsters
- Dates de sortie :
  - Italie : 7 septembre 1973 (Milan)
  - France : 12 juillet 1978[2]

## Distribution
- Pino Colizzi : Salvatore Mandolea
- Ornella Muti : Santuzza Morano
- Alfio Caltabiano (sous le nom d'« Alf Thunder ») : le Révérend
- Luciano Catenacci : Bug Morano
- Tano Cimarosa : Wolf Morano
- Christa Linder : Dolly
- Rina Franchetti : la mère des Morano
- Furio Meniconi : Lollo Daddarita
- Brenda Wilde :
- Giuseppe Colombini :
- Irio Fantini :
- Brendon Cadwell : le chimiste
- Giuseppe Alotta : Saro Corvaia
- Luigi Antonio Guerra :

## Production
Le film est sorti dans les cinémas italiens le 24 août 1973.